# Medzihorská dolina
Medzihorská dolina je dolina v Lúčanské Fatře u obce Poluvsie a Stránske. Protéká jí Medzihorský potok.
Táhne se severně od obce Poluvsie a východně od Stránského, kde vstupuje do Lúčanské Malé Fatry. Je dlouhá asi 4,5 km a končí pod masivem Skalky (1308,4 m n. m.).
Ze severu ji obklopuje Kobylie (1066,4 m n. m.) a Kozol (1119,4 m n. m.), z východní Skalka (1308,4 m n. m.) a z jižní Mylný grúň (1008,2 m n. m.) a Žiar (1028,6 m n. m.).
Při vyústění Medzihorský doliny do Žilinské kotliny se nachází chatová oblast a Medzihorská hájovna. Po celé délce dolinou protéká Medzihorský potok .